# アシュリー・バーンズ
アシュリー・バーンズ（Ashley Barnes，1989年10月30日 - ）は、イングランド出身のサッカー選手。ノリッジ・シティFC所属。ポジションはフォワード。

## クラブ経歴

### プリマス
子どもの頃はスコット・シンクレアと同じチームでプレーしており、地元のサザンフットボールリーグに所属するポールトン・ローヴァーズFCに加入した。2007年3月にプリマス・アーガイルFCのトライアル試験を受け合格。18ヶ月契約を結び、リザーブチームでは7得点を挙げた。2007年11月にオックスフォード・ユナイテッドFCに期限付き移籍し5試合に出場する。その後2クラブに期限付き移籍し、2009年1月にプリマスに復帰した。

### ブライトン

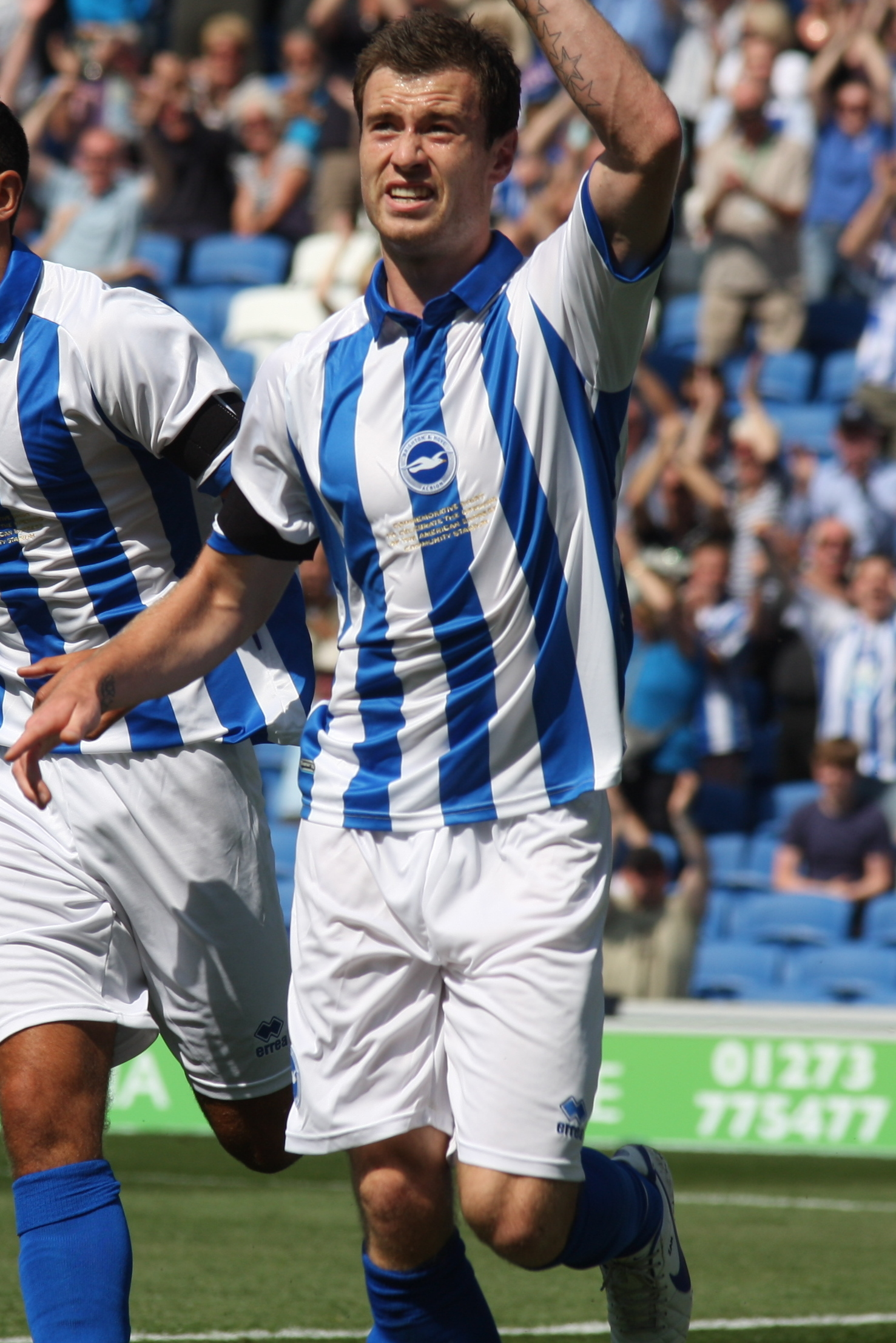
ブライトンでのバーンズ（2011年）

しかしプリマスでは安定した出場機会を得られず、2010年3月にフットボールリーグ1に所属する古豪ブライトンに期限付き移籍した。
7月8日、ブライトンに2年契約で完全移籍。2011年4月11日のダゲナム・アンド・レッドブリッジFC戦ではチームのフットボールリーグ・チャンピオンシップ昇格を決定づける得点を決めた。同シーズンはグレン・マレーに次ぐチーム2番目の20得点を挙げた。
2011-12シーズンはチームのエースとして14得点を挙げた。
2012-13シーズンもストライカーの地位を確保するも、3月9日のボルトン戦で審判を倒したことで7試合の出場停止処分を受ける。当時チームのFWである2選手が負傷していたため、この行為にサポーター及びクラブから批判を受けた。

### バーンリー

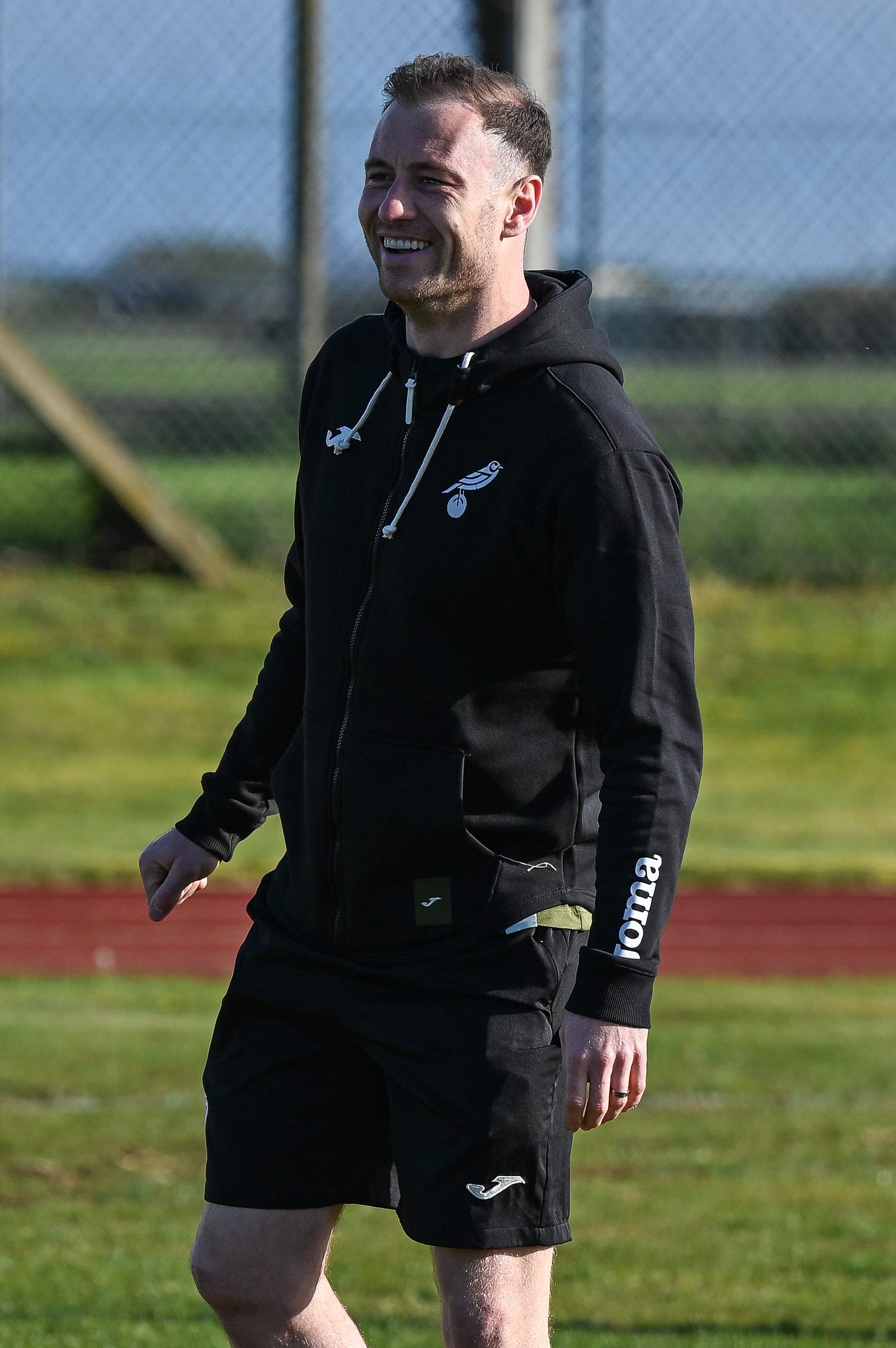
ノリッジ・シティでのバーンズ（2024年）

2014年1月10日、バーンリーと3年半契約を結んだ。2015年2月のチェルシー戦でネマニャ・マティッチへ激しいタックルを仕掛け、マティッチの報復行為を誘発し退場させた。このことをチェルシー監督のジョゼ・モウリーニョは公的にバーンズを批判している。2015年5月24日のアストン・ヴィラ戦で膝を負傷。すでにバーンリーの降格は決定していたが、これによりバーンズは翌シーズンを全欠場した。
2017-18シーズンはバーンリーの前線をクリス・ウッドとともに担当。バーンリーの7位躍進に貢献した。
2019年11月7日、2022年6月まで契約を更新した。
2021年1月21日に行われたリヴァプールとのリーグ戦で、バーンズはキャリア100ゴール目を決めて1-0で勝利した。この勝利はリヴァプールのリーグ戦ホーム無敗記録を68試合で途絶えさせるものであり、1974年以来となるバーンリーのアンフィールドでの勝利だった。
2023年4月7日、リヴァーサイド・スタジアムで行われたミドルズブラ戦では、プレミアリーグ昇格を果たす先制点を決め、ラストマッチとなった満員のターフ・ムーアでのカーディフとの試合でもゴールネットを揺らした。

### ノリッジ・シティ
2023年5月17日、契約満了に伴い2022-23シーズンをもってバーンリーを退団することを発表した。同時に、7月からノリッジ・シティに２年契約で加入することも発表された。背番号はバーンリーでプレーしていた時と同じ「10」を着用する。

## 代表経歴
バースでイギリス人の両親のもとに生まれたバーンズは、父方の祖母がクラーゲンフルト出身であるためオーストリア国籍を取得できればオーストリア代表での出場資格を得ることができると考えていた。
2008年7月、プリマスでのプレシーズンツアー中にオーストリア代表の関係者の目に留まり、その結果、2008年8月19日にスイスと対戦する20歳以下のチームに招集され、バーンズは73分に交代出場として250名の観客を前にデビューした。
しかし、2015年4月にバーンズはオーストリアサッカー協会とは2008年以降連絡を取っていないことを明かし、機会があればイングランド、オーストリアのどちらかのA代表にも前向きであると述べた。
2017年3月、プレミアリーグのバーンリーで評価を高めていたバーンズは、イングランドとオーストリアの両方の代表資格があることを前提としながらも、オーストリア代表でのプレーが第一希望であることを明言した。
2018年、当時オーストリア代表監督だったフランコ・フォーダはアシスタントコーチにバーンズのプレーを視察に行かせたことを認めた。
その年、バーンズはオーストリアへの帰化を申請したが、2019年2月にオーストリア内務省によって却下されたためバーンズはオーストリア国籍を取得できず、オーストリア代表としての資格はないことが確定した。

## タイトル
ブライトン
- フットボールリーグ1：2010-11

バーンリー
- フットボールリーグ・チャンピオンシップ/EFLチャンピオンシップ：2015-16, 2022-23